# Epigynopteryx borgeaudi
Epigynopteryx borgeaudi là một loài bướm đêm trong họ Geometridae.